# 제너럴 일렉트릭 GE90

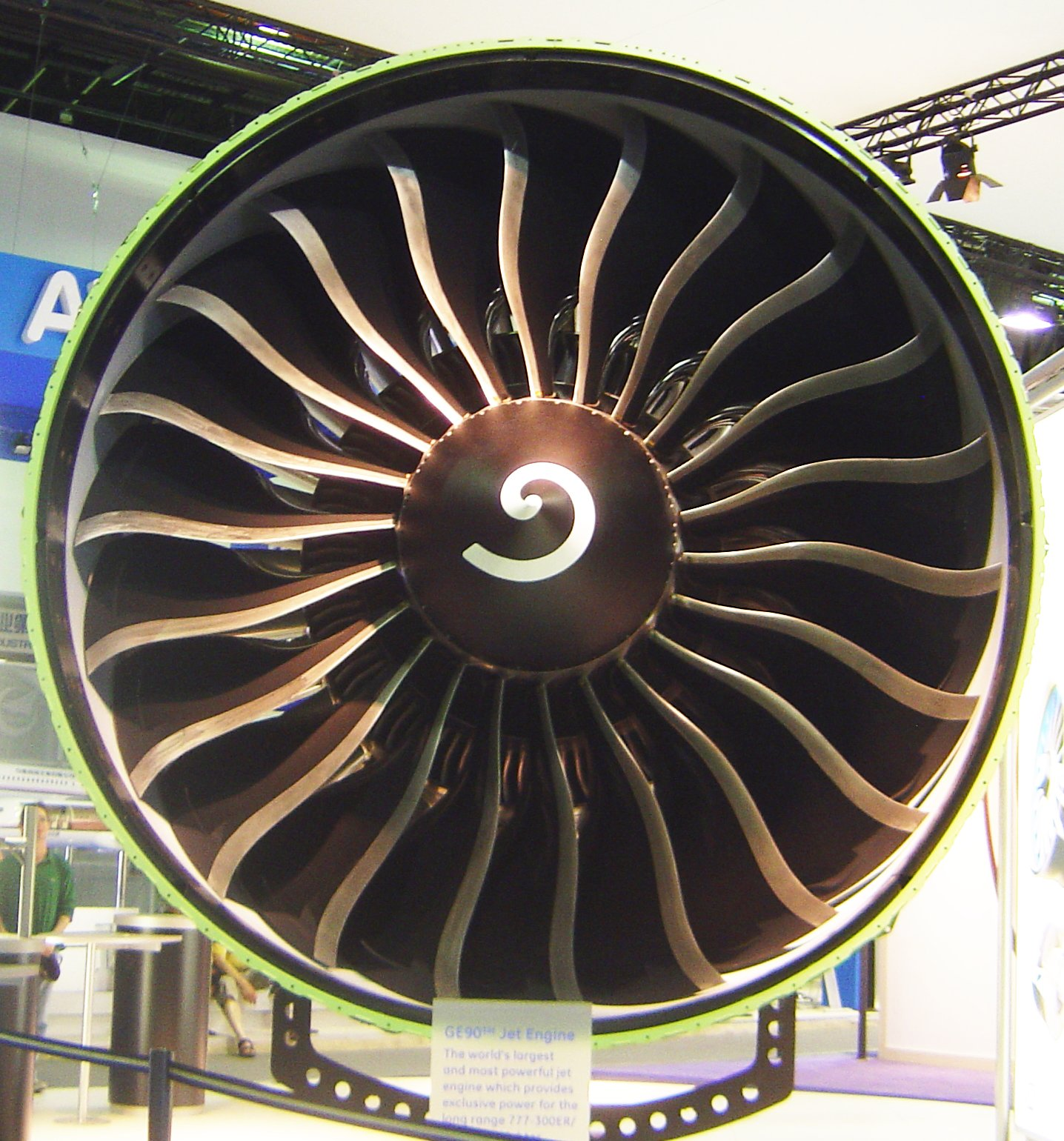
GE90-115B 엔진

제너럴 일렉트릭 사의 GE90은 대형 고 바이패스 터보팬 엔진이다. 보잉 777에만 장착되는 엔진으로, 76,000lbf부터 115,000lbf에 이르는 추력을 내는 엔진이다.  1995년에 영국항공의 보잉 777-200에 처음으로 장착되었다.

## 주목할 만한 사실
세계에서 가장 큰 엔진 

GE90은 엔진의 크기만으로도 항공 역사에서 가장 큰 엔진으로, 팬의 직경은 312cm이다. GE90의 최근 버전은 이보다 13cm 더 큰 325cm이다. 이는 봄바디어사의 CRJ 시리즈나 엠브라이르사의 ERJ 시리즈와 크기가 비슷하며, 보잉 737의 동체 너비보다 고작 37cm 작은 수치이다.
세계에서 가장 큰 추력을 내는 엔진 

GE90-115B는 '세계에서 가장 큰 추력을 가지고 있는 항공기 엔진'으로 기네스 북 기록에 등재되어 있다. 최고 기록은 127,900 lbf이다.
세계에서 가장 멀리 갈 수 있는 엔진 

2005년 11월 10일, GE90-115B은 다른 분야에서 기네스 북 기록에 등재되었다. 이 엔진은 세계에서 가장 멀리 날 수 있는 민항기인 보잉 777-200LR에 장착되어 21,601킬로미터를 22시간 42분 동안 운항하였다. 항로는 홍콩에서 런던으로 운항하는 항로였는데, 태평양, 미국 대륙, 대서양을 거쳐 운항하였다.
깨진 기록

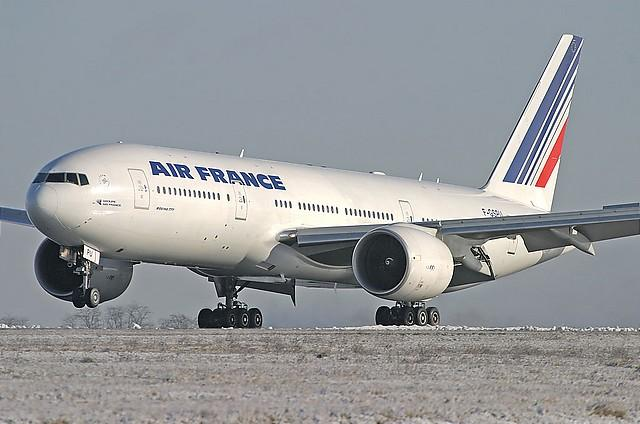
GE90-94B 엔진을 장착한 에어프랑스의 보잉 777-200ER

같은 제너럴 일렉트릭사의 GE9X에게 추력, 팬 크기를 빼앗겼다. 이 어마무시한 엔진은 B777-9X에만 적용된다.
또한 거리도 에어버스로 빼앗기며 이 두개의 기록은 역사속으로 사라졌다.

## 제원 (GE90-94B)
엔진의 특성
- 형식 : 두개의 터보샤프트가 장착된 터보팬 엔진
- 길이 : 287 in (7,290 mm)
- 직경 : 전체 134 in (3,404mm), 팬 123 in (3,124mm)
- 무게 : 16,644 lb (7,550 킬로그램)

구성 요소
- 압축기 : 1개의 팬, 3단 저압 압축기, 7단 고압 압축기
- 터빈 : 6단 저압 터빈 및 2단 고압 터빈

성능
- 추력 : 93,700 lbf (416.8 kN)

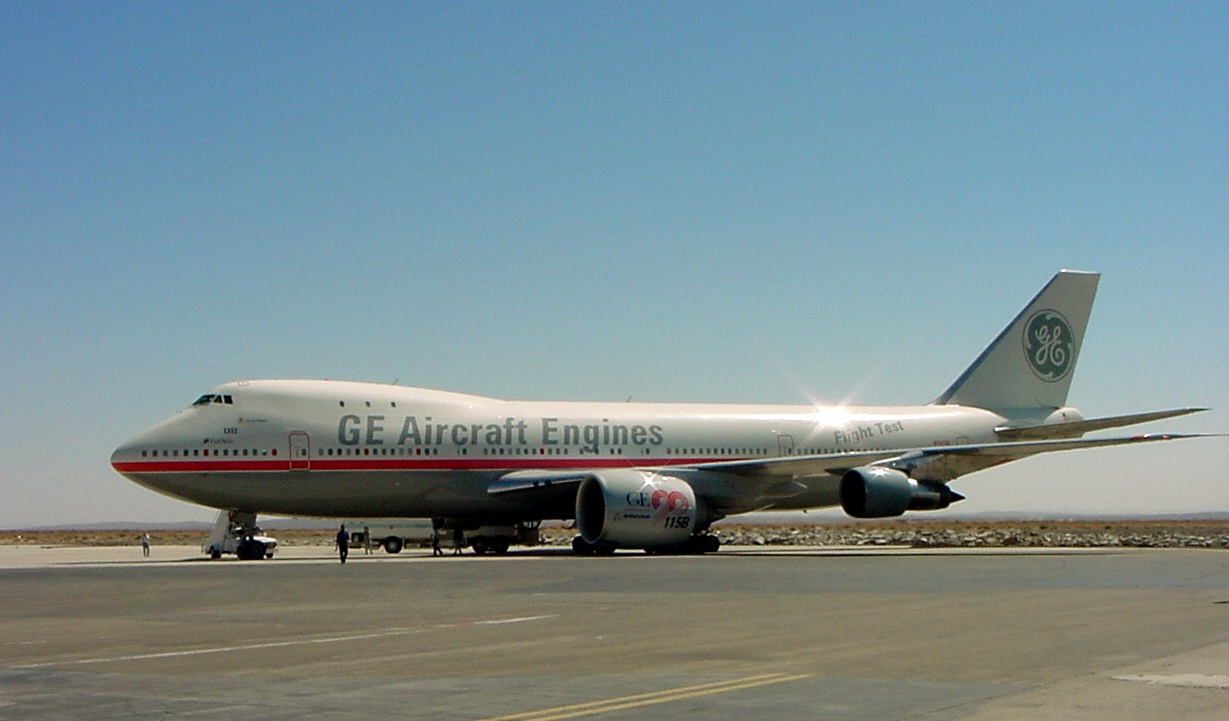
GE90-115B 엔진을 장착한 제너럴 일렉트릭의 보잉 747-100 테스트기

- 압축비 : 40:1
- 추력 대 무게 비 : 5.6:1
- 사용 기종 : 보잉 777-200ER

## 제원 (GE90-115B)
엔진의 특성
- 형식 : 두개의 샤프트가 장착된 터보팬 엔진
- 길이 : 287 in (7,290 mm)
- 직경 : 전체 135 in (3,429 mm), 팬 128 in (3,251 mm)
- 무게 : 18,260 lb (8,283 킬로그램)

구성 요소
- 압축기 : 1개의 팬, 4단 저압 압축기, 9단 고압 압축기
- 터빈 : 6단 저압 터빈 및 2단 고압 터빈

성능
- 추력 : 115,300 lbf (512.9 kN)
- 압축비 : 42:1
- 추력 대 무게 비 : 6.3:1
- 사용 기종 : 보잉 777-200LR, 보잉 777-300ER

GE90-115B의 잡 상식
- GE90-115B 엔진의 출력은 111,526마리의 말의 출력과 같다.